# Vinicius Oliveira Franco
Vinicius Oliveira Franco, meglio noto come Vinicius (Campo Grande, 16 maggio 1986), è un ex calciatore brasiliano, di ruolo centrocampista.

## Carriera
Nella stagione 2010-2011 disputa 15 partite nel massimo campionato portoghese, 12 con lo Sporting Olhanense e tre con lo Sporting Braga.
Nella stagione 2013-2014 si trasferisce a Cipro per indossare i colori dell'APOEL Nicosia, che veste per cinque stagioni e mezza.
Svincolatosi dal club cipriota, il 1º febbraio 2019 si accorda con gli iraniani del Sanat Naft.

## Palmarès

### Club

#### Competizioni nazionali
- Supercoppa di Cipro: 1

APOEL: 2013
- Coppa di Cipro: 2

APOEL: 2013-2014, 2014-2015
- Campionato cipriota: 4

APOEL: 2013-2014, 2014-2015, 2016-2017, 2017-2018